# Atmosferă stelară

O eclipsă solară

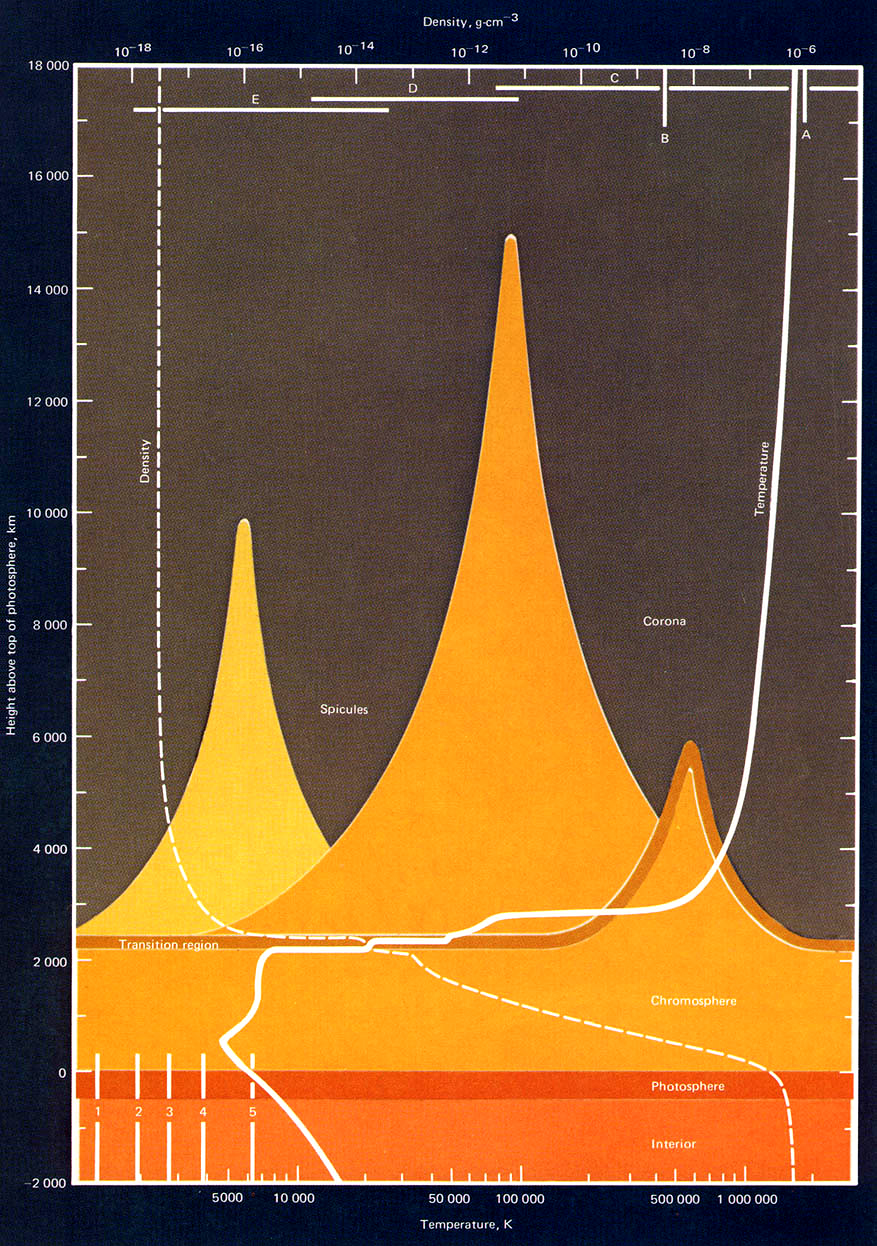
Temperatura și densitatea în atmosfera Soarelui.

O atmosferă (din greacă ἀτμός - atmos cu sensul de „vapor” și greacă σφαῖρα - sphaira cu sensul de „sferă”) este un strat de gaze care înconjoară un corp material cu masă suficientă pentru a reține aceste gaze. 
Termenul de atmosferă stelară descrie regiunea exterioară a unei stele și este formată din:
- fotosferă
- cromosferă
- regiunea de tranziție
- coroana stelară

## Atmosfera Soarelui
Temperatura, presiunea și densitatea cresc de la margine către centrul Soarelui, unde energia este eliberată prin reacții termonucleare de transformare a hidrogenului în heliu. Cantitățile colosale de energie degajate de nucleul solar sunt transportate prin zona radiativă către exterior prin cuante (fotoni) care, prin emisii și absorbții repetate de milioane de ori, ajung în cele din urmă la o zonă aflată aproape de exterior (cu o grosime de cca. o zecime din raza solară), unde energia nu se mai transportă prin radiație, ci prin convecție (adică prin mișcările de fierbere ale gazelor solare).
Baza atmosferei solare o formează fotosfera - un strat subțire de gaz (cca. 300 - 400 km), dar care reprezintă stratul cel mai adânc din atmosfera solară care poate fi observat și prin care se emană fluxul total de energie, adică luminozitatea soarelui Lʘ. Fenomenele solare care apar în fotosferă sunt petele și faculele.
Următorul strat către exterior, care nu se vede cu ochiul liber, doar în timpul eclipselor totale de soare, este cromosfera. Aceasta apare în timpul eclipsei ca un cerc roșiatic în jurul discului negru al Lunii care a obturat Soarele. În cromosferă apar spicule, plaje, erupții și unele protuberanțe.
Dincolo de cromosferă se întinde pe o distanță foarte mare coroana solară, care ne apare ca o draperie albă delicată, observabilă direct tot în timpul eclipselor totale de Soare. Aici apar proeminențe (similare cu cele din cromosferă). În coroana solară se află și regiunea de tranziție.